# Vietnam 1969
Vietnam 1969, svensk kortfilm från 2003. Regisserad av Ola Paulakoski och skriven av Jesper Pingo Lindström. Filmen ingår i kortfilmsserien The Werewolf Cult Chronicles. Filmades under en treårsperiod i Karlstad och var delvis finansierad av Film i Värmland.
Utspelas under Vietnamkriget, då amerikanska styrkor möter en varulv.
UR-programmet Älska film från 2006 visade klipp från filmen, samtidigt som man följde med bakom inspelningen till en ny film och intervjuade regissören Ola Paulakoski.